# おうし座T星
おうし座T星（T Tauri、T Tau）は、おうし座にある変光星で、おうし座T型星の典型である。ヒヤデス星団のV字型の最も北、おうし座ε星の近くにあり、星団の一員のように見えるが、実際にはヒヤデス星団より300光年程遠くにあり、一緒に誕生したのではないと考えられる。

## 発見
おうし座T星は、1852年10月にハインドが発見した。ハインドは、ヒヤデス星団に望遠鏡を向けた際に、後にNGC 1555として知られる星雲と一緒に、星図に記載されていない10等級の星を見つけ、変光星であろうと見当を付けている。その後、この星は変光星であることが確定し、おうし座で3番目に発見された変光星として、「おうし座T星」と命名された。

## 特徴

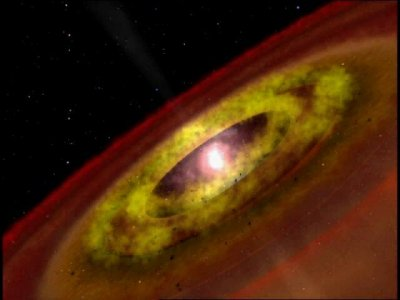
降着円盤に囲まれたおうし座T型星の想像図。

おうし座T星は、年齢がせいぜい数百万年の非常に若い天体で、主系列段階に進化する前の恒星、即ち前主系列星と考えられる。地球からの距離は、およそ480光年である。

### 変光
おうし座T星の明るさは、発見されてから1910年代半ばまでは、10等級から14等級の間で大きく変動していた。変光はとても不規則で、周期性は見当たらない。速い時には、数週間で3等級程明るさが変化した。
1917年以降は、10等前後で安定している。しかし、ほぼ一定の光度を保っているとはいえ、その中で1等級以下の変光はみられる。その弱い変光には幾つかの時間尺度が存在し、長いものは年単位、短いものだと日単位で変化し、こちらも明確な周期性は示さない。

### 分光
変光が不規則で、共通する特徴に乏しいため、おうし座T型星を考える上ではスペクトルが重要である。その特徴は、早期型のスペクトル型ではなく、水素、カルシウム、鉄といった元素の輝線がとても明るいことにある。また、星周円盤の存在を示唆する連続光スペクトルの赤外超過も特徴である。
おうし座T星の光度と水素のバルマー輝線の輪郭の時間変化が、どう対応しているかを長期にわたって調査した結果、おうし座T星が明るい時期には、水素輝線の幅が広くなり、しかも輪郭が急激に変化することがあるとわかった。このことは、おうし座T星を取り巻く星周円盤からの降着流が、星表面に衝突する部分の明るい輝きが、変光に関係することを示唆する。

### 星系
おうし座T星系は、少なくとも三つの天体で構成されている。そのことが示されると、ハインドによって発見され、可視光で見ることができ、長くおうし座T星とされてきた星は、おうし座T星Nと呼ばれるようになった。これは、赤外線における、干渉法を応用した非常に空間分解能の高い観測によって、第二の天体がおうし座T星Nの南約0.7秒の位置に発見されたため、南北を意味する"N"と"S"で区別されたからで、新しく見つかった天体はおうし座T星Sとなった。後年の観測で更に、おうし座T星S自体も離角が0.05秒の二重星であることがわかった。おうし座T星S系を構成する二つの星はそれぞれ、おうし座T星Sa、おうし座T星Sbと呼ばれる。
おうし座T星SaとSbが分離できるようになってから、二つの星の位置関係が時間によってどう変わるかを調べ、その軌道要素が求められており、両者の間の距離はおよそ12.5AU、公転周期は27年程度と推定されている。おうし座T星NとS系も、相対的な運動から力学的に結び付いていることが強く示唆されるが、軌道要素は十分に制限できておらず、大きな不定性を残している。
おうし座T星Sは、非常に強い減光を受けている。おうし座T星Nが可視光で約1.39等しか減光しないのに対し、おうし座T星Sbは15等級程度減光しており、おうし座T星Saは更に大幅に減光しているとみられる。そのため、おうし座T星Saは1.6μm以下、おうし座T星Sbも1.2μm以下では全くと言ってよい程みえない。これは、おうし座T星Sを取り巻く周連星円盤が、地球からみると真横に近い向きとなっており、厚い星周物質に覆い隠されているためと考えられる。

#### おうし座T星N
おうし座T星Nは、三つの天体中で唯一、可視光で見ることができる。その理由は、おうし座T星Nを取り巻く星周円盤が、ほぼ正面を向いており、中心星を覆い隠していないからである。そのため、可視光でおうし座T星を観測して示された特徴は、全ておうし座T星Nの特徴といえる。おうし座T型星の典型とされたのもこの星であり、選ばれた根拠は、おうし座T星Nが同型の星の中でも最も有名で明るく、スペクトルがこの型の特徴をよく現していることにある。
質量は、連星系の軌道要素がよく調べられているおうし座T星S系に比べると見積もりに幅があるが、おうし座T星Saに匹敵する。
おうし座T星系で検出されている二つの電波源の内、北側はおうし座T星N由来であり、密度の高い恒星風における制動放射によって発生しているとみられる。

#### おうし座T星Sa
おうし座T星Saは、減光量が非常に大きいので、可視光や近赤外線の短い波長域では見えないが、3μmから長波長では、おうし座T星系で最も明るく、全体の放射エネルギーもおうし座T星Nの倍はあるとみられる。質量も、おうし座T星Saはおうし座T星Nより少し大きく、星系で最も質量が大きい天体となる。
近赤外線で大きな変光を示し、激しいときには、数ヶ月で数等級明るさが変わり、波長2.2μmでもおうし座T星Sbより暗くなったことがある。変光に伴う色指数の変化からすると、この大きな変光は、星周物質による減光の変化によるものではないかと予想される。
スペクトルは、降着現象を示唆する水素のBrγ輝線以外には、特徴がない。
強い減光のため得られる情報が限られるので、おうし座T星Saの星自身の正体については、わかっていないことが多く、原始星、ハービッグAe星、オリオン座FU型星、おうし座T型星など、様々な予想がある。

#### おうし座T星Sb
おうし座T星Sbも強い減光を受けているが、おうし座T星Sa程ではないので、正体についてもう少し正確に予想されている。おうし座T星Sbは、スペクトル型がMのおうし座T型星で、質量はおうし座T星Saの4分の1程度と考えられる。おうし座T星Saとは異なり、近赤外線では少ししか変光しない。
二つの電波源の内、南側のものは、おうし座T星Sbの磁気圏を起源とするまとまった電波源と、それを取り巻く広がった構造からなり、広がった構造の方は、定常的な恒星風ではなく、恒星風と周連星円盤とみられる星周物質の衝突によって生じていると予想される。

## 星周構造

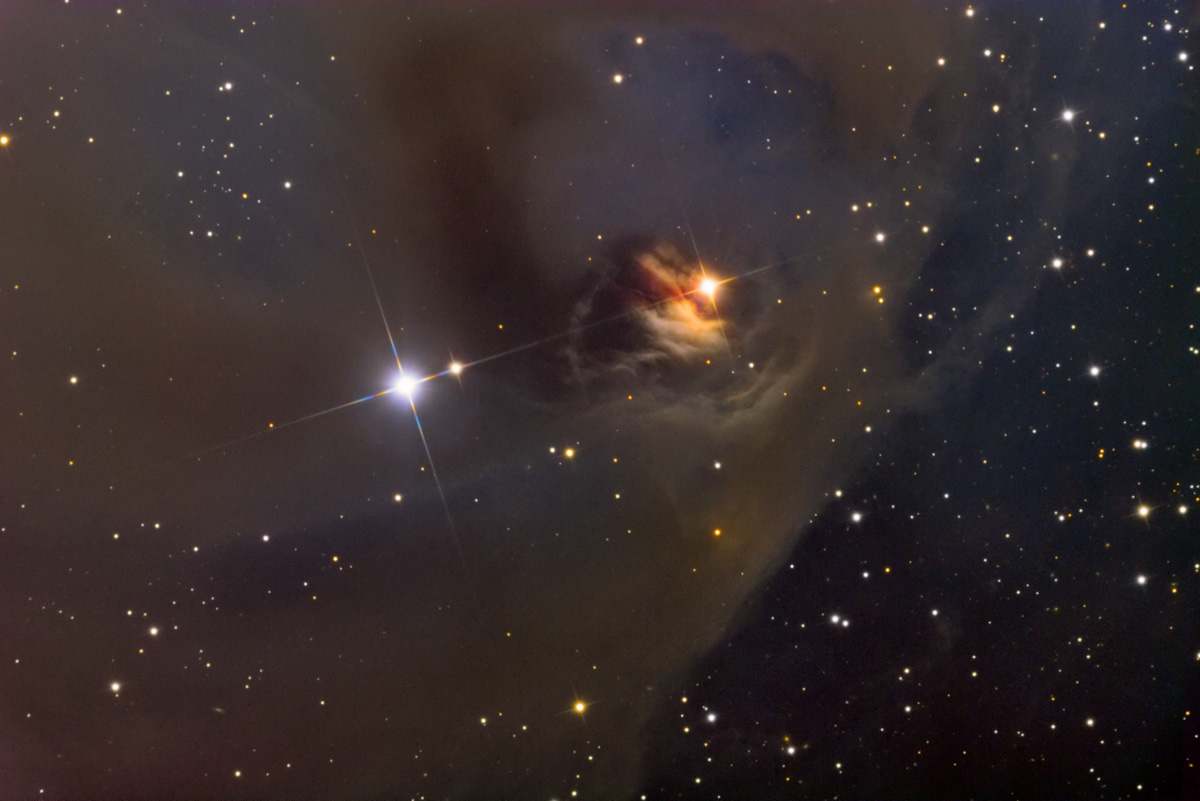
反射星雲と星間塵の雲の広視野画像。出典: Adam Block / Mount Lemmon SkyCenter / University of Arizona

おうし座T星は、おうし座-ぎょしゃ座星形成領域に位置しており、星形成の舞台となる巨大分子雲に取り囲まれている。そのため、おうし座T星から放射された光や、放出された物質が、分子雲と相互作用することで、様々な星周構造がみられる。

### 星雲
おうし座T星の近くに、「ハインドの変光星雲」として知られる反射星雲NGC 1555がある。この星雲は、おうし座T星からの光を散乱して輝いているので、おうし座T星の変光に伴って明るさが変化している。19世紀後半には、20年以上にわたって見えない時期が続き、1890年にバーナードとバーナムが再発見した後も長い間暗かったが、1930年代以降は明るい状態が続いている。
1868年には、オットー・フォン・シュトルーベがNGC 1555の西4分のところに小さな星雲NGC 1554を発見した。NGC 1554もおうし座T星に関係があるとされるが、1877年には見えなくなり、「シュトルーベの失われた星雲」と言われる。
NGC 1555の再発見と合わせて、バーナムはおうし座T星自体を包む小さい星雲を発見した。楕円形で見かけの大きさが4秒程度のこの星雲の核心は、ハービッグ・ハロー天体（HH 225）であり、反射星雲ではないとみられる。

### 双極分子流
おうし座T星の周りには、二つの双極分子流が見えている。一方はほぼ東西方向に延び視線方向に近い傾き、もう一方はほぼ南北方向に延び天球面に近い傾きで、それぞれ向きが全く異なっている。
東西方向の双極分子流の西の端は、NGC 1555に到達し、ハービッグ・ハロー天体HH 155を形成している。南北方向の双極分子流も、ハービッグ・ハロー天体HH 355を形成する。
最初は、東西方向の双極分子流がおうし座T星N、南北方向の双極分子流がおうし座T星Sから放出されていると考えられたが、星により近い領域での水素分子分布の複雑な構造が見えてくるにつれ、東西方向の双極分子流がおうし座T星Sから放出されていると考えられるようになっている。